# 多目元忠
- 多目元忠
- 多米元忠

多米 元忠（ため もとただ）は、戦国時代の武将。後北条氏の家臣。

## 略歴
多米氏は、後北条氏の古参の重臣の家柄。初代・伊勢宗瑞（北条早雲）からの北条氏の協力者であり、北条氏初期の家臣団「草創七手家老」の家系。
多米元興の子として誕生。山内上杉家・古河公方などの関東の有力者が連合して北条氏と戦った河越城の戦いで活躍。北条氏康が戦場で敵中に突出した際に独断で退却の号令をかけ、のちに氏康から感謝された。北条五色備の内、黒備えを任せられたという。
その後、甲斐武田氏の駿河国からの進軍を防ぐなど、各地を転戦する。
天正18年（1590年）、豊臣秀吉による小田原征伐の際、御幣山城主大谷公嘉と共に上野国西牧城に派遣され同城を守備し、72歳で討死した多米周防守長宗という人物がいたとされるが、元忠と同一人物かどうかは不明である。地元の伝承では「多米周防守長定」。また、駿河国山中城にて籠城した諸将の中に多米出羽守（多米長定）がいる。長定は同城で討死している。敗報を聞いた元忠の子とされる左近は、多米氏の本城である青木城（現在の神奈川県横浜市神奈川区）にて家臣と共に切腹したと伝わる。